# Cantautore piccolino
Cantautore piccolino è il primo album raccolta del cantautore italiano Sergio Cammariere, pubblicato nel 2008.
I brani presenti nella raccolta sono stati scelti direttamente dal pubblico che l'artista ha incontrato dopo i concerti durante gli anni di carriera.
Sono presenti nella tracklist gli inediti L'amore non si spiega (presentato al Festival di Sanremo 2008), Nord e Le note blu, oltre ad Estate di Bruno Martino e My Song, brano jazz di Keith Jarrett.
L'album è stato dedicato a Sergio Bardotti e Bruno Lauzi.

## Tracce
1. L'amore non si spiega – 3:54
2. Tutto quello che un uomo – 4:10
3. Libero nell'aria – 5:06
4. Sorella mia – 4:27
5. Le porte del sogno – 5:02
6. Malgrado poi – 4:18
7. Dalla pace del mare lontano – 4:33
8. Per ricordarmi di te – 3:43
9. Cantautore piccolino – 3:36
10. Niente – 4:34
11. Estate – 6:27
12. Nessuna è come te – 5:39
13. My Song – 5:32
14. Nord – 2:17
15. Le note blu – 3:53

## Classifiche
| Classifica (2008) | Posizione |
| ----------------- | --------- |
| Italia            | 4         |